# Slobozia (Urechești), Bacău
Slobozia este un sat în comuna Urechești din județul Bacău, Moldova, România.